# زميروت

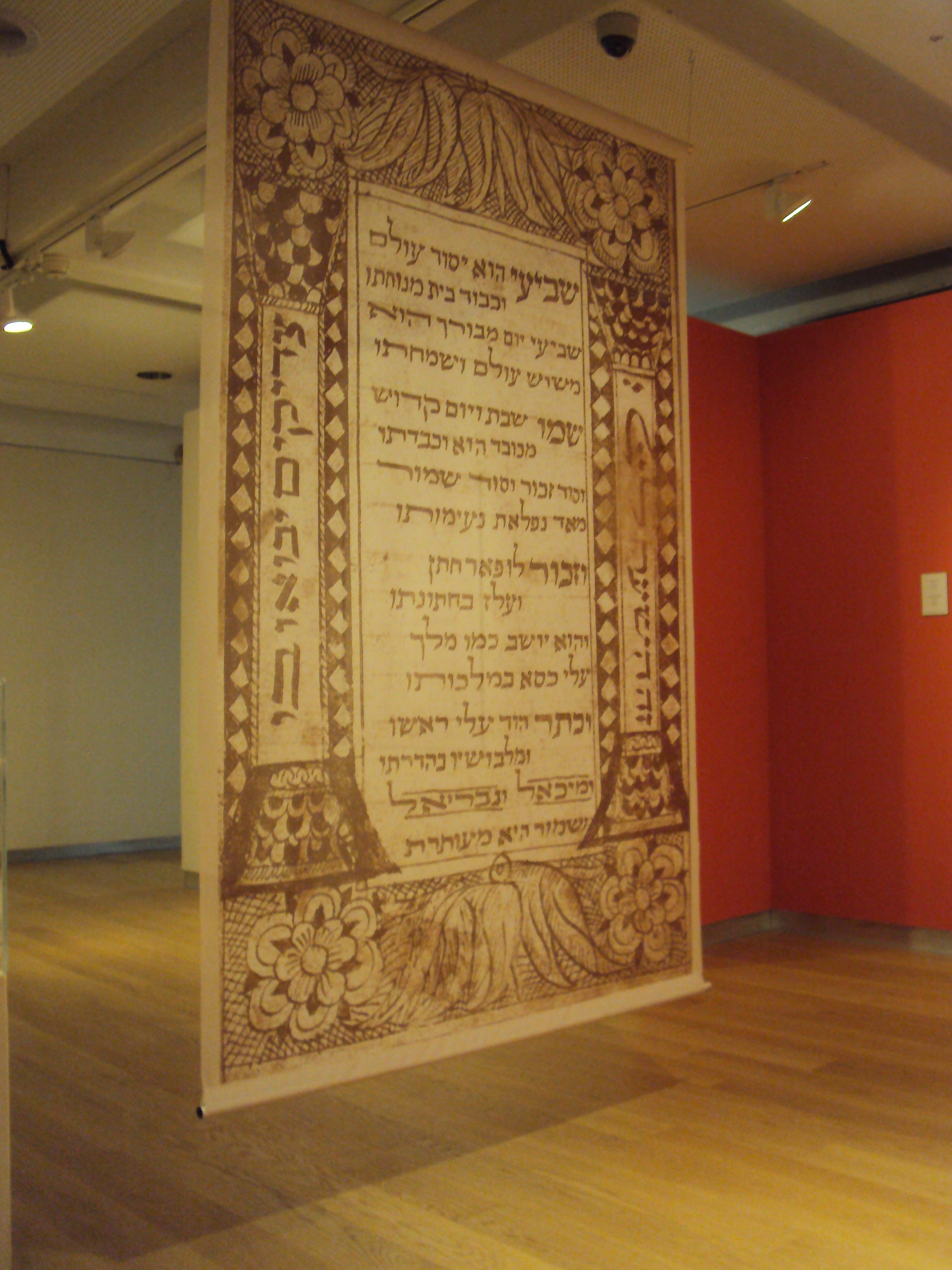

زميروت (بالعبرية: זְמִירוֹת) هو نوع من الغناء الديني في اليهودية عادة مع يتلى إما بالعبرية أو الآرامية حول المائدة خلال السبت أو الأعياد اليهودية. لهذه التراتيل وقت محدد قبل وجبة العشاء يوم الجمعة وقبل وجبة الغداء ظهر يوم السبت وقبل الوجبة الثالثة يوم السبت قبل الغروب.
يعتبر الزميروت إحدي التقاليد الشفهية في الديانة اليهودية منذ العصور الوسطى غير أن بعضها مطبوع بكتاب الصلوات (السيدور).

## مواقع خارجية
- مرجع الزميروت على الإنترنت